# John F. Leich
John Foster Leich (ur. 27 czerwca 1920 w Evansville, zm. 16 stycznia 2016 w Canaan) – amerykański dyplomata, politolog i badacz stosunków międzynarodowych w Europie Środkowo-Wschodniej, aktywnie zaangażowany w działalność uchodźców politycznych z tego regionu w Stanach Zjednoczonych.

## Biografia

### Młodość i kariera polityczna
John Leich ukończył studia na Uniwersytecie Narodowym Meksyku, uzyskując w 1942 roku bakalaureat. Tytuł zawodowy magistra uzyskał następnie na Uniwersytecie Yale w roku 1947. Powołany do wojska, służył podczas II wojny światowej jako oficer wywiadu morskiego amerykańskiej marynarki wojennej w Tampico w Meksyku, a później w Niemczech. Równolegle z ukończeniem studiów rozpoczął też pracę w United States Foreign Service.
W ramach swojej kariery dyplomatycznej, Leich sprawował funkcje konsularne na różnych stanowiskach w powojennej Polsce. Najpierw jako wicekonsul amerykański w Gdańsku (1947), następnie jako trzeci sekretarz do spraw gospodarczych w ambasadzie Stanów Zjednoczonych w Warszawie (1948). Stamtąd został przeniesiony do pracy w Niemczech Zachodnich, do ambasady amerykańskiej w Monachium. Podczas pobytu w Amberg, w latach 1949–1950 wydawał wizy dipisom w ramach Displaced Persons Act. Od 1950 do 1965 roku pracował we Komitecie Wolnej Europy w Nowym Jorku. W styczniu 1952 roku Leich brał udział w konsultacjach (z Claytonem Millerem, Haroldem C. Vedelerem i Johnem C. Campbellem) w sprawie nie uruchamiania audycji sekcji Bałtów w RWE. Oficjalnie uzasadniono to kwestiami technicznymi, realnie zrezygnowano z powodów politycznych. W jego ocenie, działalność uchodźców w Komitecie Wolnej Europy miała służyć polityce zagranicznej USA w Europie Wschodniej. Ponadto podstawowym celem KWE według Leicha miało być użycie uchodźców jako narzędzia propagandowego oraz umożliwienie dzięki nim zdobycia sympatyków dla amerykańskiej polityki wobec Europy Wschodniej. Celem funkcjonowania organizacji było także wywieranie wpływu oraz zbieranie informacji o poszczególnych państwach. Po wystąpieniu Chruszczowa na XX Zjeździe KPZR rola uchodźców z bloku wschodniego w polityce Stanów Zjednoczonych mocno zmalała.
Leich był aktywnie zaangażowany w przeciwdziałanie ekspansji komunizmu, pełniąc funkcję asystenta szefa działu do spraw Komitetu Wolnej Europy w Nowym Jorku. Leich przez dziesięć pierwszych lat od początku działania Komitetu Wolnej Europy, działał z osobami zmuszonymi do opuszczenia swoich ojczyzn. Dzielił się wiedzą, dokumentami i doświadczeniem w nawiązywaniu kontaktów z uchodźcami europejskimi w Stanach Zjednoczonych. Brał czynny udział w przygotowaniu deklaracji williamsburskej z 12 czerwca 1952 r., która stanowiła manifest polityczny, wypracowany przez uchodźców. Leich opracował listę osób, które miały przemawiać podczas obchodów rocznicy ustanowienia Karty praw Wirginii. Cieszył się sporym zaufaniem w środowisku emigracji politycznej, o czym może świadczyć fakt, iż został oficjalnie powiadomiony o rządowym wsparciu dla Komitetu Wolnej Europy po wcześniejszym sprawdzeniu i złożonej deklaracji o zachowaniu tajemnicy. Był również pierwszym przełożonym Ralpha Waltera (późniejszego dyrektora Radia Wolna Europa). Działał przy Komitecie i powstałej rozgłośni Radia Wolna Europa, mającej na celu przekazywanie informacji do krajów europejskich na temat ważnych wydarzeń na świecie. Współpracował między innymi z hrabią Edwardem Raczyńskim czy z prałatem Béla Vargą oraz innymi działaczami związanymi z Komitetem Wolnej Europy. 16 października 1952 roku wziął udział w pierwszy spotkaniu polskiego komitetu doradczego przy Radiu Wolna Europa. John Leich był zaangażowany w zatrudnienie kapitana Jana Nowaka jako drugiego in command w polskiej sekcji RWE w Monachium. W latach pięćdziesiątych Leich był bliskim współpracownikiem Fredericka Dolbeare’a, byłego dyplomaty utrzymującego kontakty z politycznymi organizacjami uchodźców (radami i komitetami narodowymi) w ramach KWE.

### Działalność naukowa
W roku 1976 uzyskał stopień naukowy doktora nauk politycznych na Uniwersytecie Massachusetts na podstawie dysertacji dotyczącej zachodnioeuropejskich partii komunistycznych w Parlamencie Europejskim. Przez 60 lat zasiadał w Radzie Stosunków Międzynarodowych. Płynnie posługiwał się wieloma językami europejskimi, między innymi polskim, niemieckim, rosyjskim, francuskim, włoskim i hiszpańskim.
W latach 1965–1967 Leich był pracownikiem naukowym na Uniwersytecie George’a Washingtona, zaangażowanym w rządowy plan kontroli zbrojeń. Następnie, w latach 1968–1990 objął kierownictwo nad programem studiów międzynarodowych na Politechnice Louisiany.
Oprócz wydania swojej dysertacji doktorskiej, Communist Parties in the European Parliament (1976), był autorem licznych artykułów tak naukowych, jak publicystycznych, poświęconych polskim, włoskim i meksykańskim sprawom politycznym, zwłaszcza działalności antykomunistycznej. Tłumaczył teksty z języka niemieckiego czy polskiego na angielski, na przykład pamiętniki Harry’ego Grafa Kesslera.
Po przejściu na emeryturę był aktywny w zarządzie Instytutu Spraw Światowych w Salisbury. Równocześnie prowadził kursy dokształcające z zakresu różnych dyscyplin naukowych w ramach Taconic Learning Center jako wolontariusz.

### Życie prywatne
Pochodził z amerykańskiej rodziny o niemiecko-angielskich korzeniach jako syn Clarence’a Leicha i Josephine Foster. Posiadał brata Martina L. Leicha. Wraz z rodziną i współlokatorem Johnem Yorkem mieszkał przy SE Riverside Drive 1119 w Evansville w stanie Indiana. Rodzina Leichów była spokrewniona z Johnem F. Dullesem, sekretarzem stanu w administracji prezydenta Dwighta Eisenhowera. Ponadto przyjacielem rodziny był Frederick Dolbeare, były dyplomata aktywnie działający w ramach KWE.
W 1996 John został odznaczony Krzyżem Kawalerskim Orderu Zasługi Rzeczypospolitej Polskiej za zasługi w działalności na rzecz Polski.
Ożenił się z Jean Elizabeth Ferris, z którą miał dwójkę dzieci: Ellen i Christophera. Został pochowany na cmentarzu w Cornwall w stanie Connecticut.